# Malta nos Jogos Olímpicos de Verão de 1984
Malta competiu nos Jogos Olímpicos de Verão de 1984 em Los Angeles, Estados Unidos.

## Resultados por Evento

### Atletismo
Lançamento de dardo feminino
- Jennifer Pace
  - Classificatória — 47,92 m (→ não avançou, 23º lugar)

### Tiro com arco
Feminino Individual
- Joanna Agius — 2240 pontos (41º lugar)